# كاربينو
كاربينو (بالإيطالية: Carpino)‏ هي بلدية في مقاطعة فودجا في إقليم بوليا الإيطالي.

## السكان
في سنة 1861 بلغ عدد السكان 6٬261 نسمة، وتطور العدد ليصل في سنة 2011 لـ 4٬305 نسمة.
يظهر هذا المخطط البياني تطور النمو السكاني لـ كاربينو

## توأمة
لكاربينو اتفاقيات توأمة مع:
- بيتسولي